# Рас ал-Хайма
Рас ал-Хайма (на арабски: رأس الخيمة) е съставно емирство в Обединените арабски емирства.
Състои се от 2 основни части. Граничи с Оман. Населението на емирството е 263 217 жители.
Емир на Рас ал-Хайма е шейх Сауд бин Сакр аль-Касими от 27 октомври 2010 г.

## Галерия
- Край столицата
- Плажна ивица